# Бригинтендант
Бригинтенда́нт — сокращённое название должности «бригадный интендант» и персональное воинское звание высшего начальствующего военно-хозяйственного и административного состава в Красной Армии, Военно-морском флоте СССР и войсках НКВД. Выше интенданта 1-го ранга, ниже дивинтенданта.

## История
Введено Постановлением ЦИК СССР и СНК СССР от 22 сентября 1935 года «О введении персональных военных званий начальствующего состава РККА» взамен многочисленных «должностных» званий начсостава категории К-10, сроков выслуги в этом звании не устанавливалось. В войсках и органах НКВД это звание было установлены приказом № 331 от 23 октября 1935 года. Это было предельное звание, которое теоретически можно было достичь по выслуге, но на практике по выслуге его так никто и не успел получить, поскольку по закону для этого надо было выслужить 8 лет в предыдущем звании.
Звание бригинтенданта не было связано исключительно с хозяйственными должностями - по сути это было наиболее универсальное звание, которое присваивались во всех случаях, когда представителю начальствующего состава не могли быть присвоены звания технического, юридического, медицинского или ветеринарного состава. В частности, его носили представители начальствующего состава военно-медицинской и военно-ветеринарной служб, не имевшие собственно врачебного образования, в том числе и военные фармацевты. Это же звание носили и представители начальствующего состава из числа военных музыкантов и некоторых других служб. В собственно боевых частях вне технических, тыловых и административных подразделений это звание могли носить начальники строевых отделов (отделений), также существовала практика присваивать это звание штабным работникам штабов дивизионного-корпусного уровня, в том числе руководителям разведывательных отделов, а также шифровальных подразделений. В Разведывательном управлении Штаба РККА обладатели этих званий служили не только в качестве руководителей шифровальных и научно-технических подразделений, но и на должностях начальников оперативных служб. Кроме того, это звание могли носить и командиры строевых подразделений - до 1939 года в структуре РККА существовали такие экзотические соединения, как «отдельные бригады тылового ополчения». Также его, а не звания инженерного начальствующего состава, получали руководители военно-строительных организаций (в том числе - и относившихся к гражданским наркоматам), его же получали и некоторые научные работники учреждений центрального подчинения, военкомы крупных военкоматов, специалисты по конезаводству, на флоте - начальники портовых служб, командиры портов и соединений вспомогательных судов.
В марте 1940 года по проекту К.Е. Ворошилова генеральских званий интендантской службы вводить не предполагалось. Указом Президиума Верховного Совета СССР от 7 мая 1940 года «Об установлении воинских званий высшего командного состава Красной Армии» были введены генеральские звания интендантской службы, но они предназначались уже исключительно для военных интендантов, некоторые из бригинтендантов-тыловиков были переаттестованы в генерал-майоры интендантской службы. И только постановлением ГКО СССР № 1494 от 26 марта 1942 года «О введении интендантских званий» звания интендантов во всех родах войск были заменены на аналогичные командным звания интендантской службы, при этом звания, равного бригинтенданту, уже не предусматривалось - оставшихся к тому времени переаттестовывали при этом исключительно в генерал-майоры, что выгодно отличало их положение от прочих обладателей «старых» званий бригадного уровня. Возможно, что причиной этому послужила переоценка командованием РККА важности правильной организации тыла: в начале 1942 интенданты были поставлены в непосредственное подчинение наркому обороны (минуя армейские и фронтовые структуры), к этому времени звание бригинтенданта носили большинство начальников тыла фронтов и начальников продовольственных управлений. Часть обладателей званий интендантов в соответствии с принадлежностью была переаттестована в звания административной, медицинской и ветеринарной службы, береговой службы флота. Бригинтенданты, являвшиеся на момент переаттестации командирами частей, получали звание строевого генерал-майора. Также в ряде случаев (особенно на протяжении 1942 года) они переаттестовывались в инженер-генерал-майоров, если фактически относились к техническим службам и научным организациям, а также - если имели высшее техническое образование. Окончательно звание было упразднено в феврале 1943 года, но даже в центральном аппарате НКО отдельные обладатели этого звания продолжали службу достоверно как минимум до мая 1944 года, на местах же скорее всего они могли встречаться и позднее.
Всего звание бригинтендант было присвоено более чем двумстам военнослужащих. Многие из них были репрессированы в 1937—1938 годах.
| Род войск                                      | Соответствующее звание/должность |
| В командном составе                            | В командном составе |
| ---------------------------------------------- | --- |
| в сухопутных и военно-воздушных силах          | комбриг |
| Народный комиссариат внутренних дел СССР       | майор государственной безопасности, введённое постановлением ЦИК и СНК СССР от 7 октября 1935 года (военнослужащие пограничных и внутренних войск НКВД имели воинские звания, принятые в РККА) |
| Военно-Морской Флот СССР                       | Капитан 1-го ранга |
| ВВС ВМФ и береговая служба                     | комбриг |
| В начальствующем составе                       | |
| в военно-политическом составе всех родов войск | бригадный комиссар |
| в военно-техническом составе всех родов войск  | бригинженер |
| в военно-техническом составе ВМФ               | инженер-флагман 3-го ранга |
| в военно-медицинском составе всех родов войск  | бригврач |
| в военно-ветеринарном составе всех родов войск | бригветврач |
| в военно-юридическом составе всех родов войск  | бригвоенюрист |

## Знаки различия
Знаки различия — один красный ромб в петлицах. Над ромбом была эмблема военно-хозяйственного состава — золотого цвета каска, ключ, циркуль, половина шестерни и половина автоколеса, установленная приказом НКО СССР от 10 марта 1936 года № 33.
Постановлением СНК СССР от 2 декабря № 2590 была установлена тёмная-зелёная расцветка петлиц с красным кантом.
Во флоте расцветки галунов и просветов на нарукавных знаках различия были установлены Постановлением СНК СССР от 2 декабря 1935 г. № 2591. Цвет галунов и звёзд над ними был белый (сребристый), а просветы (выпушки) между галунами цвета материала обмундирования.
Бригинтенданту ВМФ полагался один широкий и один средний галун серебристого цвета с одним просветом между ними. Над галунами была размещена одна серебристая пятиконечная звезда.
Для интендантов военно-морских баз было введено ношение металлических петличных эмблемы, но расположенных на вертикально стоящем якоре.

## Присвоения[5]
Список бригинтендантов РККА, ВМФ и войск НКВД СССР (1935—1943)